# NGC 1630-1
NGC 1630-1 (первоначально — NGC 1630; другие обозначения — ESO 551-19, NPM1G -19.0190, PGC 15659) — линзовидная или спиральная галактика (возможно, пекулярная) в созвездии Эридан.
Открыта в 1885—1886 годах американским астрономом Френсисом Ливенвортом на 26-дюймовом (66 см) телескопе-рефракторе обсерватории МакКормика (Виргинский университет), и получила номер 1630 в каталоге NGC. Значительно позже было установлено, что этот объект представляет собой две близко расположенные галактики: более яркую 14-й величины — собственно наблюдавшуюся ранее NGC 1630 — и значительно более тусклую галактику-компаньона 17-й величины, получившую обозначение PGC 862277; после обнаружения последней существовало некоторое сомнение в том, является ли она действительным компаньоном NGC 1630, или же это просто оптическое наложение двух значительно отстоящих друг от друга и не связанных между собою галактик. При составлении Пересмотренного Нового общего каталога и Индекс-каталога галактика, ранее известная как NGC 1630, получила обозначение NGC 1630-1, а галактика-компаньон PGC 862277 — NGC 1630-2. Галактика-компаньон находится в 0,4 угловых минутах к югу.
Галактика NGC 1630-1 видна с августа (перед рассветом) по апрель (сразу после заката). Наилучшее время для наблюдения — декабрь.
NGC 1630-1 удаляется от Земли со скоростью 9210 км/с.
Этот объект входит в число перечисленных в оригинальной (как NGC 1630) и пересмотренной (как NGC 1630-1) редакций «Нового общего каталога».